# LXVII. Armeekorps
LXVII. Armeekorps var en tysk armékår under andra världskriget. Kåren organiserades den 20 januari 1944.

## Dagen D

### Organisation
Armékårens organisation den 15 juni 1944:
- 348. Infanterie-Division
- 344. Infanterie-Division

## Befälhavare
Kårens befälhavare:
- General der Infanterie Walther Fischer von Weikersthal 20 januari–1 juni 1944
- Generalleutnant Alfred Gause 1 juni 1944–7 juni 1944
- General der Infanterie Walther Fischer von Weikersthal 7 juni 1944–24 juli 1944
- Generalleutnant Carl Püchler 24 juli 1944–25 juli 1944
- General der Infanterie Otto Sponheimer 25 juli 1944–25 oktober 1944
- Generalleutnant Friedrich-August Schack 25 oktober 1944–28 oktober 1944
- General der Infanterie Carl Püchler 28 oktober 1944–30 november 1944
- Generalleutnant Felix Schwalbe 1 december 1944–1 december 1944
- General der Infanterie Otto Hitzfeld 17 december 1944–19 april 1945

Stabschef:
- Oberst Lothar Schäfer 20 januari 1944–5 augusti 1944
- Oberst Walter Reinhardt  5 augusti 1944–30 augusti 1944
- Oberstleutnant Kurt Gerber  31 augusti 1944–15 september 1944
- Oberst Klaus Vorpahl  15 september 1944–1 april 1945